# Liste der Nummer-eins-Hits in Deutschland (2001)
Diese Liste enthält alle Nummer-eins-Hits in Deutschland im Jahr 2001. Es gab in diesem Jahr 17 Nummer-eins-Singles und 19 Nummer-eins-Alben.
Die Single- und Albumcharts wurden von Media Control wöchentlich zusammengestellt. Sie berücksichtigten die Verkäufe von Montag bis Samstag einer Woche. Offizieller Veröffentlichungstermin war jeweils der Montag zehn Tage nach dem Ende des Wertungszeitraumes.

## Singles
| ← 2000 ← | Liste der Nummer-eins-Hits in Deutschland | Liste der Nummer-eins-Hits in Deutschland               | Liste der Nummer-eins-Hits in Deutschland                                                                                       | 2002 →                    |
| \| Zeitraum \| Wo. ges. \| Interpret \| Titel Autor(en) \| Zusätzliche Informationen \| \| (Zeitraum, Wochen auf Platz eins, Interpret, Titel, Autor[en], zusätzliche Informationen) \| \| \| \| \| \| ----------------------------------------------------------------------------------------- \| -------- \| ------------------------------------------------------- \| ------------------------------------------------------------------------------------------------------------------------------- \| ------------------------- \| \| 27. November 2000 – 28. Januar 2001 9 Wochen \| 9 \| Christian \| Es ist geil ein Arschloch zu sein Steve van Velvet \| – \| \| 29. Januar 2001 – 4. Februar 2001 1 Woche \| 1 \| Eminem feat. Dido \| Stan Dido Armstrong, Paul Philip Herman, Marshall Mathers \| – \| \| 5. Februar 2001 – 18. Februar 2001 2 Wochen \| 2 \| OutKast \| Ms. Jackson André Lauren Benjamin, Antwan Andre Patton, David A. Sheats \| – \| \| 19. Februar 2001 – 1. April 2001 6 Wochen \| 6 \| No Angels \| Daylight in Your Eyes Anthony Michael Bruno, Tommy Byrnes, Paul Mihalitsianos \| – \| \| 2. April 2001 – 6. Mai 2001 5 Wochen (insgesamt 6) \| 6 \| Crazy Town \| Butterfly Michael Peter Balzary, Anthony Kiedis, Chad Gaylord Smith, John Anthony Frusciante, Bret H. Mazur, Seth Brooks Binzer \| – \| \| 7. Mai 2001 – 13. Mai 2001 1 Woche \| 1 \| Depeche Mode \| Dream On Martin Lee Gore \| – \| \| 14. Mai 2001 – 20. Mai 2001 1 Woche (insgesamt 6) \| 6 \| Crazy Town \| Butterfly Michael Peter Balzary, Anthony Kiedis, Chad Gaylord Smith, John Anthony Frusciante, Bret H. Mazur, Seth Brooks Binzer \| – \| \| 21. Mai 2001 – 1. Juli 2001 6 Wochen \| 6 \| Atomic Kitten \| Whole Again George Andrew McCluskey, Stuart Kershaw, Bill Padley, Jeremy Peter Godfrey \| – \| \| 2. Juli 2001 – 8. Juli 2001 1 Woche \| 1 \| Dante Thomas feat. Pras Michel \| Miss California Rasheem Sharrief Pugh, Vada J. Nobles \| – \| \| 9. Juli 2001 – 15. Juli 2001 1 Woche \| 1 \| Christina Aguilera, Lil’ Kim, Mýa, Pink & Missy Elliott \| Lady Marmalade Bob Crewe, Kenny Nolan \| – \| \| 16. Juli 2001 – 12. August 2001 4 Wochen \| 4 \| Shaggy feat. Rayvon \| Angel Steven Haworth Miller, Eddie Curtis, Ahmet Ertegun, Chip Taylor \| – \| \| 13. August 2001 – 26. August 2001 2 Wochen \| 2 \| Uncle Kracker \| Follow Me Matthew L. Shafer, Michael Bradford \| – \| \| 27. August 2001 – 30. September 2001 5 Wochen \| 5 \| No Angels \| There Must Be an Angel (Playing with My Heart) Annie Lennox, David Alan Stewart \| – \| \| 1. Oktober 2001 – 11. November 2001 6 Wochen (insgesamt 6) \| 6 \| Enya \| Only Time Musik: Eith Ní Bhraonáin, Nicholas Dominick Ryan; Text: Roma Shane Ryan \| – \| \| 12. November 2001 – 18. November 2001 1 Woche \| 1 \| Kylie Minogue \| Can’t Get You Out of My Head Cathy Dennis, Robert Berkeley Davis \| – \| \| 19. November 2001 – 25. November 2001 1 Woche \| 1 \| Afroman \| Because I Got High Joseph Foreman \| – \| \| 26. November 2001 – 16. Dezember 2001 3 Wochen \| 3 \| Sarah Connor \| From Sarah with Love Kay Denar, Rob Tyger \| – \| \| 17. Dezember 2001 – 27. Januar 2002 6 Wochen \| 6 \| Bro’Sis \| I Believe Alex Jörg Christensen, Peter Könemann, Jens Klein, Clyde Joseph Ward \| – \| |                                           |                                                         | |                           |
| ← 2000 |                                           |                                                         | | → 2002 →                  |
| Zeitraum | Wo. ges.                                  | Interpret                                               | Titel Autor(en) | Zusätzliche Informationen |
| (Zeitraum, Wochen auf Platz eins, Interpret, Titel, Autor[en], zusätzliche Informationen) |                                           |                                                         | |                           |
| 27. November 2000 – 28. Januar 2001 9 Wochen | 9                                         | Christian                                               | Es ist geil ein Arschloch zu sein Steve van Velvet                                                                              | –                         |
| 29. Januar 2001 – 4. Februar 2001 1 Woche | 1                                         | Eminem feat. Dido                                       | Stan Dido Armstrong, Paul Philip Herman, Marshall Mathers                                                                       | –                         |
| 5. Februar 2001 – 18. Februar 2001 2 Wochen | 2                                         | OutKast                                                 | Ms. Jackson André Lauren Benjamin, Antwan Andre Patton, David A. Sheats                                                         | –                         |
| 19. Februar 2001 – 1. April 2001 6 Wochen | 6                                         | No Angels                                               | Daylight in Your Eyes Anthony Michael Bruno, Tommy Byrnes, Paul Mihalitsianos                                                   | –                         |
| 2. April 2001 – 6. Mai 2001 5 Wochen (insgesamt 6) | 6                                         | Crazy Town                                              | Butterfly Michael Peter Balzary, Anthony Kiedis, Chad Gaylord Smith, John Anthony Frusciante, Bret H. Mazur, Seth Brooks Binzer | –                         |
| 7. Mai 2001 – 13. Mai 2001 1 Woche | 1                                         | Depeche Mode                                            | Dream On Martin Lee Gore | –                         |
| 14. Mai 2001 – 20. Mai 2001 1 Woche (insgesamt 6) | 6                                         | Crazy Town                                              | Butterfly Michael Peter Balzary, Anthony Kiedis, Chad Gaylord Smith, John Anthony Frusciante, Bret H. Mazur, Seth Brooks Binzer | –                         |
| 21. Mai 2001 – 1. Juli 2001 6 Wochen | 6                                         | Atomic Kitten                                           | Whole Again George Andrew McCluskey, Stuart Kershaw, Bill Padley, Jeremy Peter Godfrey                                          | –                         |
| 2. Juli 2001 – 8. Juli 2001 1 Woche | 1                                         | Dante Thomas feat. Pras Michel                          | Miss California Rasheem Sharrief Pugh, Vada J. Nobles                                                                           | –                         |
| 9. Juli 2001 – 15. Juli 2001 1 Woche | 1                                         | Christina Aguilera, Lil’ Kim, Mýa, Pink & Missy Elliott | Lady Marmalade Bob Crewe, Kenny Nolan                                                                                           | –                         |
| 16. Juli 2001 – 12. August 2001 4 Wochen | 4                                         | Shaggy feat. Rayvon                                     | Angel Steven Haworth Miller, Eddie Curtis, Ahmet Ertegun, Chip Taylor                                                           | –                         |
| 13. August 2001 – 26. August 2001 2 Wochen | 2                                         | Uncle Kracker                                           | Follow Me Matthew L. Shafer, Michael Bradford                                                                                   | –                         |
| 27. August 2001 – 30. September 2001 5 Wochen | 5                                         | No Angels                                               | There Must Be an Angel (Playing with My Heart) Annie Lennox, David Alan Stewart                                                 | –                         |
| 1. Oktober 2001 – 11. November 2001 6 Wochen (insgesamt 6) | 6                                         | Enya                                                    | Only Time Musik: Eith Ní Bhraonáin, Nicholas Dominick Ryan; Text: Roma Shane Ryan                                               | –                         |
| 12. November 2001 – 18. November 2001 1 Woche | 1                                         | Kylie Minogue                                           | Can’t Get You Out of My Head Cathy Dennis, Robert Berkeley Davis                                                                | –                         |
| 19. November 2001 – 25. November 2001 1 Woche | 1                                         | Afroman                                                 | Because I Got High Joseph Foreman                                                                                               | –                         |
| 26. November 2001 – 16. Dezember 2001 3 Wochen | 3                                         | Sarah Connor                                            | From Sarah with Love Kay Denar, Rob Tyger                                                                                       | –                         |
| 17. Dezember 2001 – 27. Januar 2002 6 Wochen | 6                                         | Bro’Sis                                                 | I Believe Alex Jörg Christensen, Peter Könemann, Jens Klein, Clyde Joseph Ward                                                  | –                         |

## Alben
| ← 2000 ← | Liste der Nummer-eins-Alben in Deutschland | Liste der Nummer-eins-Alben in Deutschland | Liste der Nummer-eins-Alben in Deutschland | 2002 →                    |
| \| Zeitraum \| Wo. ges. \| Interpret \| Titel \| Zusätzliche Informationen \| \| (Zeitraum, Wochen auf Platz eins, Interpret, Titel, zusätzliche Informationen) \| \| \| \| \| \| ------------------------------------------------------------------------------ \| -------- \| --------------- \| ------------------------------ \| ------------------------- \| \| 11. Dezember 2000 – 4. Februar 2001 8 Wochen (insgesamt 10) \| 10 \| The Beatles \| 1 \| – \| \| 5. Februar 2001 – 25. Februar 2001 3 Wochen \| 3 \| Jennifer Lopez \| J.Lo \| – \| \| 26. Februar 2001 – 4. März 2001 1 Woche (insgesamt 10) \| 10 \| The Beatles \| 1 \| – \| \| 5. März 2001 – 25. März 2001 3 Wochen \| 3 \| Peter Maffay \| Heute vor dreißig Jahren \| – \| \| 26. März 2001 – 15. April 2001 3 Wochen \| 3 \| No Angels \| Elle’ments \| – \| \| 6. April 2001 – 13. Mai 2001 6 Wochen \| 6 \| Rammstein \| Mutter \| – \| \| 14. Mai 2001 – 27. Mai 2001 2 Wochen \| 2 \| Destiny’s Child \| Survivor \| – \| \| 28. Mai 2001 – 10. Juni 2001 2 Wochen \| 2 \| Depeche Mode \| Exciter \| – \| \| 11. Juni 2001 – 24. Juni 2001 2 Wochen \| 2 \| R.E.M. \| Reveal \| – \| \| 25. Juni 2001 – 1. Juli 2001 1 Woche (insgesamt 2) \| 2 \| BAP \| Aff un zo \| – \| \| 2. Juli 2001 – 8. Juli 2001 1 Woche \| 1 \| blink-182 \| Take Off Your Pants and Jacket \| – \| \| 9. Juli 2001 – 15. Juli 2001 1 Woche (insgesamt 2) \| 2 \| BAP \| Aff un zo \| – \| \| 16. Juli 2001 – 12. August 2001 4 Wochen \| 4 \| Shaggy \| Hot Shot \| – \| \| 13. August 2001 – 9. September 2001 4 Wochen \| 4 \| Schiller \| Weltreise \| – \| \| 10. September 2001 – 7. Oktober 2001 4 Wochen \| 4 \| Pur \| Hits PUR – 20 Jahre eine Band \| – \| \| 8. Oktober 2001 – 21. Oktober 2001 2 Wochen (insgesamt 3) \| 3 \| Enya \| A Day Without Rain \| – \| \| 22. Oktober 2001 – 28. Oktober 2001 1 Woche (insgesamt 2) \| 2 \| Kylie Minogue \| Fever \| – \| \| 29. Oktober 2001 – 4. November 2001 1 Woche (insgesamt 3) \| 3 \| Enya \| A Day Without Rain \| – \| \| 5. November 2001 – 11. November 2001 1 Woche (insgesamt 2) \| 2 \| Kylie Minogue \| Fever \| – \| \| 12. November 2001 – 18. November 2001 1 Woche \| 1 \| Michael Jackson \| Invincible \| – \| \| 19. November 2001 – 25. November 2001 1 Woche \| 1 \| Britney Spears \| Britney \| – \| \| 26. November 2001 – 2. Dezember 2001 1 Woche \| 1 \| Pink Floyd \| Echoes: The Best of Pink Floyd \| – \| \| 3. Dezember 2001 – 3. Februar 2002 9 Wochen \| 9 \| Robbie Williams \| Swing When You’re Winning \| – \| |                                            |                                            |                                            |                           |
| ← 2000 |                                            |                                            |                                            | → 2002 →                  |
| Zeitraum | Wo. ges.                                   | Interpret                                  | Titel                                      | Zusätzliche Informationen |
| (Zeitraum, Wochen auf Platz eins, Interpret, Titel, zusätzliche Informationen) |                                            |                                            |                                            |                           |
| 11. Dezember 2000 – 4. Februar 2001 8 Wochen (insgesamt 10) | 10                                         | The Beatles                                | 1                                          | –                         |
| 5. Februar 2001 – 25. Februar 2001 3 Wochen | 3                                          | Jennifer Lopez                             | J.Lo                                       | –                         |
| 26. Februar 2001 – 4. März 2001 1 Woche (insgesamt 10) | 10                                         | The Beatles                                | 1                                          | –                         |
| 5. März 2001 – 25. März 2001 3 Wochen | 3                                          | Peter Maffay                               | Heute vor dreißig Jahren                   | –                         |
| 26. März 2001 – 15. April 2001 3 Wochen | 3                                          | No Angels                                  | Elle’ments                                 | –                         |
| 6. April 2001 – 13. Mai 2001 6 Wochen | 6                                          | Rammstein                                  | Mutter                                     | –                         |
| 14. Mai 2001 – 27. Mai 2001 2 Wochen | 2                                          | Destiny’s Child                            | Survivor                                   | –                         |
| 28. Mai 2001 – 10. Juni 2001 2 Wochen | 2                                          | Depeche Mode                               | Exciter                                    | –                         |
| 11. Juni 2001 – 24. Juni 2001 2 Wochen | 2                                          | R.E.M.                                     | Reveal                                     | –                         |
| 25. Juni 2001 – 1. Juli 2001 1 Woche (insgesamt 2) | 2                                          | BAP                                        | Aff un zo                                  | –                         |
| 2. Juli 2001 – 8. Juli 2001 1 Woche | 1                                          | blink-182                                  | Take Off Your Pants and Jacket             | –                         |
| 9. Juli 2001 – 15. Juli 2001 1 Woche (insgesamt 2) | 2                                          | BAP                                        | Aff un zo                                  | –                         |
| 16. Juli 2001 – 12. August 2001 4 Wochen | 4                                          | Shaggy                                     | Hot Shot                                   | –                         |
| 13. August 2001 – 9. September 2001 4 Wochen | 4                                          | Schiller                                   | Weltreise                                  | –                         |
| 10. September 2001 – 7. Oktober 2001 4 Wochen | 4                                          | Pur                                        | Hits PUR – 20 Jahre eine Band              | –                         |
| 8. Oktober 2001 – 21. Oktober 2001 2 Wochen (insgesamt 3) | 3                                          | Enya                                       | A Day Without Rain                         | –                         |
| 22. Oktober 2001 – 28. Oktober 2001 1 Woche (insgesamt 2) | 2                                          | Kylie Minogue                              | Fever                                      | –                         |
| 29. Oktober 2001 – 4. November 2001 1 Woche (insgesamt 3) | 3                                          | Enya                                       | A Day Without Rain                         | –                         |
| 5. November 2001 – 11. November 2001 1 Woche (insgesamt 2) | 2                                          | Kylie Minogue                              | Fever                                      | –                         |
| 12. November 2001 – 18. November 2001 1 Woche | 1                                          | Michael Jackson                            | Invincible                                 | –                         |
| 19. November 2001 – 25. November 2001 1 Woche | 1                                          | Britney Spears                             | Britney                                    | –                         |
| 26. November 2001 – 2. Dezember 2001 1 Woche | 1                                          | Pink Floyd                                 | Echoes: The Best of Pink Floyd             | –                         |
| 3. Dezember 2001 – 3. Februar 2002 9 Wochen | 9                                          | Robbie Williams                            | Swing When You’re Winning                  | –                         |

## Jahreshitparaden
| ← 2000 ← | Liste der Jahres-Nummer-eins-Hits in Deutschland | Liste der Jahres-Nummer-eins-Hits in Deutschland | Liste der Jahres-Nummer-eins-Hits in Deutschland | 2002 →   |
| \| Singles \| Position# \| Alben \| \| ------------------------------------------------------------------------------------------------------------------------------------------------------- \| --------- \| ---------------------------------------- \| \| Daylight in Your Eyes No Angels Anthony Michael Bruno, Tommy Byrnes, Paul Mihalitsianos \| 1 \| Elle’ments No Angels \| \| Only Time Enya Musik: Eith Ní Bhraonáin, Nicholas Dominick Ryan; Text: Roma Shane Ryan \| 2 \| No Angel Dido \| \| Played-A-Live (The Bongo Song) Safri Duo Morten Friis, Uffe Savery, Michael Parsberg \| 3 \| Mutter Rammstein \| \| Can’t Get You Out of My Head Kylie Minogue Cathy Dennis, Robert Berkeley Davis \| 4 \| Hybrid Theory Linkin Park \| \| Butterfly Crazy Town Seth Brooks Binzer, Bret H. Mazur, Doug Miller, Michael Peter Balzary, Anthony Kiedis, Chad Gaylord Smith, John Anthony Frusciante \| 5 \| A Day Without Rain Enya \| \| Whole Again Atomic Kitten George Andrew McCluskey, Stuart Kershaw, Bill Padley, Jeremy Peter Godfrey \| 6 \| 1 The Beatles \| \| Teenage Dirtbag Wheatus Brendan Bernard Brown \| 7 \| Sing When You’re Winning Robbie Williams \| \| Follow Me Uncle Kracker Matthew L. Shafer, Michael Bradford \| 8 \| J.Lo Jennifer Lopez \| \| Angel Shaggy feat. Rayvon Steven Haworth Miller, Eddie Curtis, Ahmet Ertegun, Chip Taylor \| 9 \| Hits PUR – 20 Jahre eine Band Pur \| \| Country Roads Hermes House Band William Thomas Danoff, John Denver, Mary Catherine Nivert \| 10 \| Hot Shot Shaggy \| |                                                  |                                                  |                                                  |          |
| ← 2000 |                                                  |                                                  |                                                  | → 2002 → |
| Singles | Position#                                        | Alben                                            |                                                  |          |
| Daylight in Your Eyes No Angels Anthony Michael Bruno, Tommy Byrnes, Paul Mihalitsianos | 1                                                | Elle’ments No Angels                             |                                                  |          |
| Only Time Enya Musik: Eith Ní Bhraonáin, Nicholas Dominick Ryan; Text: Roma Shane Ryan | 2                                                | No Angel Dido                                    |                                                  |          |
| Played-A-Live (The Bongo Song) Safri Duo Morten Friis, Uffe Savery, Michael Parsberg | 3                                                | Mutter Rammstein                                 |                                                  |          |
| Can’t Get You Out of My Head Kylie Minogue Cathy Dennis, Robert Berkeley Davis | 4                                                | Hybrid Theory Linkin Park                        |                                                  |          |
| Butterfly Crazy Town Seth Brooks Binzer, Bret H. Mazur, Doug Miller, Michael Peter Balzary, Anthony Kiedis, Chad Gaylord Smith, John Anthony Frusciante | 5                                                | A Day Without Rain Enya                          |                                                  |          |
| Whole Again Atomic Kitten George Andrew McCluskey, Stuart Kershaw, Bill Padley, Jeremy Peter Godfrey | 6                                                | 1 The Beatles                                    |                                                  |          |
| Teenage Dirtbag Wheatus Brendan Bernard Brown | 7                                                | Sing When You’re Winning Robbie Williams         |                                                  |          |
| Follow Me Uncle Kracker Matthew L. Shafer, Michael Bradford | 8                                                | J.Lo Jennifer Lopez                              |                                                  |          |
| Angel Shaggy feat. Rayvon Steven Haworth Miller, Eddie Curtis, Ahmet Ertegun, Chip Taylor | 9                                                | Hits PUR – 20 Jahre eine Band Pur                |                                                  |          |
| Country Roads Hermes House Band William Thomas Danoff, John Denver, Mary Catherine Nivert | 10                                               | Hot Shot Shaggy                                  |                                                  |          |